# Хань Гоюй
Хань Гою́й (кит. трад. 韓國瑜, упр. 韩国瑜, пиньинь Hán Guóyú; род. 17 июня 1957) — тайваньский политик. Стал первым мэром за всю историю Китайской Республики, отозванным со своего поста горожанами Гаосюна по причине неисполнения обязанностей.
Хань Гоюй представлял Гоминьдан на президентских выборах Китайской Республики вместе с Чжан Шаньчжэном и проиграл кандидату от Демократической Прогрессивной Партии Цай Инвэнь и её напарнику Лай Цинде.

## Мэр Гаосюна

### Выборы мэра Гаосюна 2018 года
В мае 2018 года Хань Гоюй выиграл праймериз мэра Гаосюна в Гоминьдане и был впоследствии выдвинут кандидатом в мэры от партии.
| Праймериз Гоминьдана на выборы Мэра Гаосюна 2018 | Праймериз Гоминьдана на выборы Мэра Гаосюна 2018 | Праймериз Гоминьдана на выборы Мэра Гаосюна 2018 |
| Кандидаты                                        | Статус                                           | Результат                                        |
| ------------------------------------------------ | ------------------------------------------------ | ------------------------------------------------ |
| Хань Гоюй                                        | Избран                                           | 64.898 %                                         |
| Артур Чэн                                        | Проиграл                                         | 35,102 %                                         |

На начальном этапе предвыборной кампании он почти не получал поддержки от партии, так как считал, что вряд ли победит на выборах. Это связано с традиционно глубоко укоренившимся присутствием Демократической Прогрессивной Партии в Гаосюне. Тем не менее, его популярность взлетела в течение нескольких месяцев во время предвыборной кампании, что также принесло пользу другим кандидатам Гоминьдана. Его предвыборная кампания привлекла широкое внимание и поддержку, поскольку часть его фамилии и имени (Хань Гоюй) идентично по произношению слову «Корея» (кит. трад. 韓國, пиньинь Hanguo, палл. Ханьго). Основным направлением его кампании было загрязнение воздуха и экономический рост Гаосюна. Проводя кампанию по поводу того, что он назвал экономическим застоем Гаосюна, который привёл к «утечке мозгов» студентов на Северный Тайвань, его кампания смогла не только оживить обычно бездействующий «синий лагерь» в Гаосюне, но и убедить многих избирателей «[зелёного лагеря» в перейти на сторону Гоминьдана с его обещаниями большего экономического развития.
Несмотря на его заявления о минимальной поддержке его выборов в Гаосюне, согласно документам, поданным в Центральную избирательную комиссию, Хань получил и потратил больше всего, по сравнению с предвыборными кампаниями на Тайване. Взносы в рамках кампании составили 12 9149 779 TWD ($4 304 992), а расходы — 14 088 536 TWD ($4 695 784). Суммы превысили лимит в 88 841 000 TWD, установленный правилами выборов.
Хань Гоюй одержал победу над своим соперником Чэн Цимаем на выборах мэра Гаосюна, и стал первым мэром от партии Гоминьдан после У Дуньи.
| Выборы мэра Гаосюна 2018 | Выборы мэра Гаосюна 2018 | Выборы мэра Гаосюна 2018                     | Выборы мэра Гаосюна 2018 | Выборы мэра Гаосюна 2018 | Выборы мэра Гаосюна 2018 |
| №                        | Кандидат                 | Партия                                       | Голоса                   | %                        |                          |
| ------------------------ | ------------------------ | -------------------------------------------- | ------------------------ | ------------------------ | ------------------------ |
| 1                        | Чэн Цимай                | Демократическая Прогрессивная Партия Тайваня | 742’239                  | 39,97 %                  |                          |
| 2                        | Хань Гоюй                | Гоминьдан                                    | 892’545                  | 48.07 %                  |                          |
| 3                        | Чу Мэйфэн                | Независимые                                  | 7’998                    | 0,43 %                   |                          |
| 4                        | Су Инкуэй                | Независимые                                  | 214’125                  | 11,53 %                  |                          |
| Всего голосов            | Всего голосов            | Всего голосов                                | 2,281,338                | 2,281,338                | 2,281,338                |
| Действительные           | Действительные           | Действительные                               | 1,656,907                | 1,656,907                | 1,656,907                |

### На посту мэра
Во время выполнения предвыборных обещаний, а именно, обещание сделать Гаосюн более богатым городом, через день после выборов Хань пригласил Foxconn, чтобы тот инвестировал в Гаосюн. Кроме того, он искал свободно говорящих на английском языке, чтобы заполнить вакансии в его администрации, касающиеся продвижения по службе и связей с общественностью. Хань выразил поддержку консенсусу 1992 года и заявил, что он сформирует комитеты, посвящённые [отношениям через пролив.

### Посещение Малайзии и Сингапура
24 февраля 2019 года Хань начал пятидневную поездку в Малайзию и Сингапур, свой первый официальный зарубежный визит после вступления в мэрию, чтобы поднять интерес к сельскохозяйственной продукции своего города и туристическим достопримечательностям. Во время своего визита Хань стремился обсудить возможности для бизнеса в Гаосюне.

### Посещение Гонконга, Макао и материкового Китая
В марте 2019 года Хань и делегация муниципальных чиновников посетили Гонконг, Макао и материковый Китай во время семидневной поездки, чтобы обсудить вопросы сельского хозяйства.
Они прибыли в международный аэропорт Гонконга 22 марта 2019 года и были встречены секретарём по конституционным и материковым вопросам Патриком Нипом и руководителем отдела по связям с общественностью Тайваньского отделения Гонконга. Также присутствующим на встрече с Ханем был исполняющий обязанности руководителя Тайбэйского экономического и культурного офиса в Гонконге.
В Гонконге Хань встретился с главой исполнительной власти Гонконга Кэрри Лэм в Доме правительства, после чего посетил офис связи в Гонконге, где встретился с директором офиса Ван Чжиминем, что сделало его первым политиком Китайской Республики, когда-либо посетившим офис связи в Гонконге.
Хань продолжил поездку в Макао 23 марта 2019 года через мост Гонконг-Чжухай-Макао. По прибытии в Макао он встретился с главой исполнительной власти Макао Фернандо Чуи в правительственном штабе Макао. После этого делегация продолжила поездку в медицинский центр Tap Seac, где Хань был проинформирован о здравоохранении в Макао. Затем Хань посетил выставочный центр продуктов питания на площади Tap Seac. Во второй половине дня делегация присутствовала на Макао-Гаосюнской инвестиционно-торговой конференции и церемонии подписания соглашения в башне Макао. С конференции делегация посетила Galaxy Macau, где Хань встретился с заместителем председателя правления и исполнительный директор Galaxy Entertainment Group, а также председатель совета директоров и исполнительный директор Melco Resorts and Entertainment Limited. Он также посетил офис связи в Макао и вечером пообедал с директором офиса связи Фу Цзыином в особняке «Новый бамбук» в Пенха-Хилл. На следующий день делегация также посетила Макао Жокей-клуб, в котором Хань встретился с законодателем и исполнительным директором по играм Леоном Он-кей. Затем они продолжили поездку в Университет Макао, где Хань посетил Государственную ключевую лабораторию исследований качества в китайской медицине.
После того, как делегаты прибыли в Шэньчжэнь, Хань посетил общественный центр города и зону свободной торговли Гуандун. Он также встретился с руководителем офиса по делам Тайваня Лю Цзеи и секретарём горкома КПК Шэньчжэня Ван Вэйчжуном.
После прибытия в Сямэнь 26 марта 2019 года Хань подписал торговые соглашения на поставку фруктов и продукции из рыбы на сумму 30 миллионов долларов США с местными предприятиями. Делегация также посетила международный круизный центр Сямэня и выставочный зал планирования Сямэня. В ходе поездки Хань достиг договорённостей о торговых сделках на общую сумму 5,2 млрд TWD.

### Выборы президента Китайской Республики 2020 года
| Выборы Президента Китайской Республики 2020 | Выборы Президента Китайской Республики 2020 | Выборы Президента Китайской Республики 2020 | Выборы Президента Китайской Республики 2020 | Выборы Президента Китайской Республики 2020 | Выборы Президента Китайской Республики 2020 |
| №                                           | Кандидат                                    | Партия                                      | Голоса                                      | %                                           |                                             |
| ------------------------------------------- | ------------------------------------------- | ------------------------------------------- | ------------------------------------------- | ------------------------------------------- | ------------------------------------------- |
| 1                                           | Джеймс Сун                                  | Первая Народная Партия                      | 608,590                                     | 4.26 %                                      |                                             |
| 2                                           | Хань Гоюй                                   | Гоминьдан                                   | 5,522,119                                   | 38.61 %                                     |                                             |
| 3                                           | Цай Инвэнь                                  | Демократическая Прогрессивная Партия        | 8,170,231                                   | 57.13 %                                     |                                             |
| Электорат                                   | Электорат                                   | Электорат                                   | 19,311,105                                  | 19,311,105                                  | 19,311,105                                  |
| Явка                                        | Явка                                        | Явка                                        | 14,300,940                                  | 14,300,940                                  | 14,300,940                                  |

### Голосование за увольнение мэра Гаосюна 2020 года
В июне 2020 года Хань Гоюй был уволен с должности мэра Гаосюна.
| Выборы за увольнение мэра Гаосюна 2020 года | Выборы за увольнение мэра Гаосюна 2020 года | Выборы за увольнение мэра Гаосюна 2020 года |
| Увольнения                                  | Голоса                                      | Результат                                   |
| ------------------------------------------- | ------------------------------------------- | ------------------------------------------- |
| Да                                          | 939’090                                     | 99.782 %                                    |
| Нет                                         | 2’051                                       | 0,218 %                                     |

## Председатель Законодательного Юаня

### Выборы Председатель Законодательного Юаня 2024 года
| Выборы Председатель Законодательного Юаня 2024 | Выборы Председатель Законодательного Юаня 2024 | Выборы Председатель Законодательного Юаня 2024 | Выборы Председатель Законодательного Юаня 2024 |
| Кандидат                                       | Статус                                         | Голоса                                         | Результат                                      |
| ---------------------------------------------- | ---------------------------------------------- | ---------------------------------------------- | ---------------------------------------------- |
| Хань Гоюй                                      | Избран                                         | 54                                             | 47,79 %                                        |
| Ю Сикунь                                       | Проиграл                                       | 51                                             | 45,13 %                                        |
| Хуан Шаньшань                                  | Проиграл                                       | 8                                              | 7,08 %                                         |

## Личная жизнь
Хан женат на педагоге Ли Цзяфень, с которой воспитывает 3 детей (2 дочь и 1 сын)..